# Bayer 04 Leverkusen
Bayer 04 Leverkusen je německý fotbalový klub, který sídlí ve městě Leverkusen, ve spolkové zemi Severní Porýní-Vestfálsko. Zároveň se jedná o nejznámější část sportovního klubu TSV Bayer 04 Leverkusen, jehož členové se též zabývají atletikou, gymnastikou, basketbalem a dalšími sporty.
Založen byl v roce 1904 pod názvem TuS Bayer 04 Leverkusen. Svůj současný název nese od roku 1999. Od sezóny 1979/80 působí v Bundeslize, německé nejvyšší fotbalové soutěži. Své domácí zápasy odehrává na stadionu BayArena s kapacitou 30 210 diváků.

## Historie

### Začátky
Dne 27. listopadu 1903 napsal Wilhelm Hauschild dopis podepsaný 170 kolegy svému zaměstnavateli, společnosti Friedrich Bayer, v němž hledal podporu při založení sportovního klubu. Vedení společnosti souhlasilo a podpořilo iniciativu, díky níž 1. července 1904 byl založen Bayer 04 Leverkusen.
31. května 1907 se pak v oddílu vytvořil i samostatný fotbalový tým. V Německu ale už v té době probíhaly velké vzájemné spory mezi jednotlivými sportovními odvětvími a tak 8. června 1928 došlo k rozdělení klubu na Bayer 04 Leverkusen Sportvereinigung (tvořený fotbalisty, kteří převzali tradiční klubové barvy červenou a černou) a Bayer 04 Leverkusen TuS (tvořeno ostatními sportovci, ti si vzali za své barvy modrou a žlutou).
V rozmezí let třicátých a čtyřicátých pak Bayer 04 Leverkusen SV působil ve třetí a čtvrté fotbalové německé divizi. V roce 1936 se mu dokonce podařili postoupit do druhé nejvyšší soutěže. V té se zdržel celých patnáct let, než v roce 1951 postoupil do tehdy nejvyšší německé soutěže Oberligy West, z níž po pěti letech působení sestoupil. Zpátky do nejvyšší soutěže se „Werkself“ vrátila až v roce 1962, jen rok před vznikem současné nejvyšší německé soutěže Bundesligy. Příští rok už ale klub byl opět o úroveň níž, tentokrát v Regionallize West.

### Světlejší roky
Bayer propásl jednu z možností na průlom ve své historii v roce 1968, kdy se mu sice podařilo vyhrát divizní titul, nicméně v barážovém utkání neuspěl. O pět let později pak dokonce následoval pád až do třetí nejvyšší soutěže, z té se ale porýnský klub po jednom roku v ní stráveném vyhrabal. Netrvalo to ale dlouho a Bayer si pro sezonu 1979/80 hravě zajistil příslušnost mezi německou smetánkou.
V polovině osmdesátých let minulého století pak začal svou cestu do horní poloviny tabulky, kde se usadil do začátku let devadesátých. V roce 1984 se navíc obě poloviny klubu rozpojené hned na jeho začátku opět spojily a přijaly za svůj název TSV Bayer 04 Leverkusen eV, jehož barvami jsou červená a bílá.
Zřejmě největšího úspěchu se klub dočkal na konci sezony 1987/88. Tým Ericha Ribbecka se prodral až do finále Poháru UEFA, kde stanul proti katalánskému klubu RCD Espanyol de Barcelona. V prvním zápase sice díky brankám Losady (2×) a Solera prohrál 3:0, nicméně vše si vynahradil doma. Stahování náskoku v 57. minutě započal Tita, o šest minut později jej následoval Götz a Cha Bum-Kun deset minut před koncem poslal utkání do prodloužení. V tom se ale nerozhodlo a na řadu tak přišly pokutové kopy. Zaváhání prvního exekutora v bílém dresu Falkenmayera ještě nic neznamenalo, a to i přesto, že Pichi Alonso a Job své jedenáctky proměnili. Rolff, Waas a Täuber totiž nezaváhali, zatímco Urquiaga, Zúñiga a Losada ano. Leverkusen tak do své sbírky vložil první a zřejmě nejcennější trofej.
V tom stejném roce na křeslo generálního manažera klubu dosedl Reiner Calmund, dlouholetý výkonný ředitel. Podle znalců historie Bayeru to byl jeden z nejdůležitějších momentů, neboť to byl právě Calmund, kdo začal tvořit budoucí skvělou jedenáctku Leverkusenu. Po sjednocení Německa v roce 1990 rychle podepsal smlouvy s východoněmeckými hvězdami Ulfem Kirstenem, Andreasem Thomem a Jensem Melzigem. Všichni tři hráči se rychle stali miláčky publika. Calmundovy kontakty s brazilskými fotbalovými agenty také přispěly k budoucím příchodům hvězd Jorginha a Paula Sergia, či Čecha Pavla Hapala. Popularitu klubu zvýšily i příchody Bernda Schustera a Rudiho Völlera.
Další a dosud poslední trofej do své sbírky přidal klub pod vedením Srba Dragoslava Stepanoviče, jehož týmu ve finále národního DFB-Pokalu 1993 zajistil triumf jediným gólem utkání Kirsten.
Následující sezona přinesla hned několik zvratů. Například gól Bernda Schustera ze 45 metrů byl zvolen německým gólem roku a následně i gólem dekády. Na začátku sezony Leverkusen nastoupil proti Frankfurtu s retro dresy (staromódní červená a černé pruhy), které se následně staly tak populární, že Bayer v nich hraje dodnes své domácí utkání.
V roce 1996 klub čelil obrovské sportovní katastrofě, když byl na pokraji sestupu. K týmu ale přišel charismatický a kontroverzní kouč Christoph Daum, který se svým týmem, do kterého mimo jiné přivedl budoucí hvězdy Lúcia, Emersona, Zé Roberta a Ballacka, hrál technicky náročný a zároveň ofenzivní fotbal. Dauma herní projev a výsledky Leverkusenu později vyšvihly k angažmá u německé reprezentace. Daum však k ní nenastoupil kvůli svému kokainovému skandálu.

### Tituly na dosah
V rozmezí let 1997 a 2002 klub získal své největší úspěchy v rámci Bundesligy, když čtyřikrát skončil na druhém místě. Druhá místa zejména z let 2000 a 2002 ale byla těžkou zkouškou pro leverkusenská srdce. V závěru sezony 1999/2000 stačilo Leverkusenu k zisku titulu jen remizovat na hřišti Unterhachingu (hrajícího ve středu bundesligové tabulky), jenomže Werkself i díky vlastní brance Michaela Ballacka z úvodu utkání prohrála 2:0 a titul tak putoval do rukou Bayernu Mnichov, jenž porazil na domácím stadionu Werder Brémy 3:1.
O dva roky později to bylo však ještě krutější, neboť Leverkusen skončil třikrát druhý ve třech různých soutěžích. Nejprve v domácí lize měl před posledními třemi koly pohodlný pětibodový náskok před druhou Borussií Dortmund a stačilo mu tak dvakrát zvítězit. Jenomže zatímco Leverkusen vyhrál jen jednou a dvakrát prohrál, BVB vyhrála všechny tři zbývající utkání a titul tak putoval do Vestfálska. Tým Klause Toppmöllera si pak chtěl spravit chuť v domácím poháru, v jeho finále ale prohrál 4:2 se Schalke a když neuspěl následně ani ve finále Ligy mistrů (prohra 2:1 s Realem Madrid), anglicky mluvící a píšící média si klub překřtila na „Neverkusen“.

### Současnost

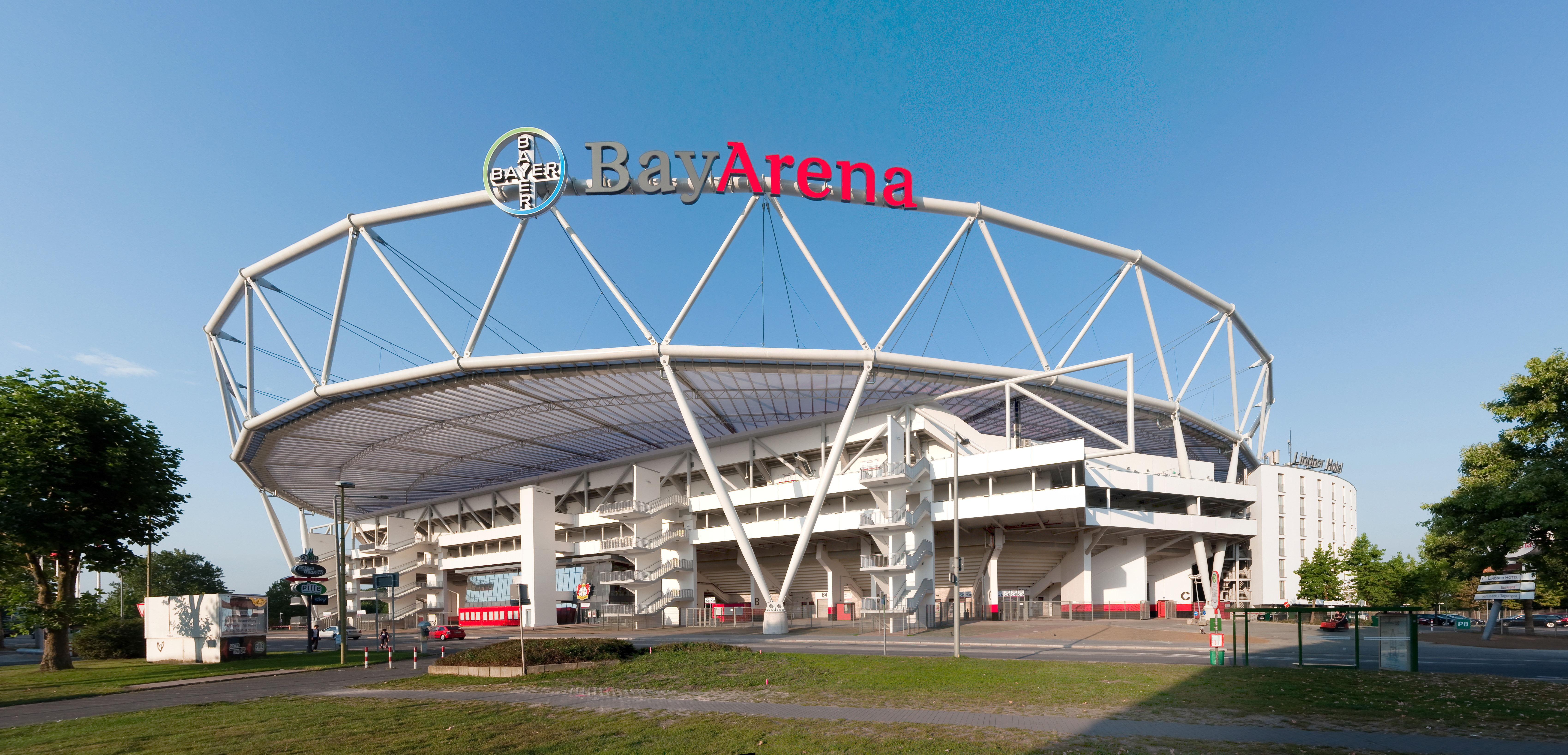
BayArena po přestavbě

Klub jakoby otřesený zvraty v poslední sezoně nedokázal na své výkony navázat, ztratil důležité články zálohy Ballacka a Zé Roberta, kteří odešli do Bayernu Mnichov. V sezoně 2002/03 navíc dlouho koketoval se sestupem, což stálo místo Klause Toppmöllera, jehož nahradil nezkušený Thomas Hörster. Ani u něj to dlouho na zdárnou záchranu nevypadalo a tak k týmu přišel Klaus Augenthaler, který vítězstvím v posledním kole nad svým bývalým klubem Norimberkem zachránil loňského finalistu nejprestižnější evropské soutěže v nejvyšší německé lize.
V následující sezoně se klubu podařilo kvalifikovat do Ligy mistrů, v níž v základní skupině se dokonce umístil na prvním místě před Realem Madrid, nicméně oba kluby následně vypadly. Leverkusen po dvou prohrách 3:1 s pozdějším vítězem z Liverpoolu. Klub ale skončil šestý v lize a zajistil si tak alespoň Pohár UEFA.
Na začátku roku 2005 byl ale Klaus Augenthaler kvůli nejhoršímu vstupu Leverkusenu do Bundesligy v historii propuštěn, klubu se ale ujal bývalý trenér německého národního týmu Rudi Völler. Ten ale přišel jako dočasný manažer, v říjnu jej pak nahradil Michael Skibbe, jeho bývalý asistent u reprezentace. Skibbe tým dovedl na páté místo a zajistil mu tak účast v Poháru UEFA.
Sezona 2007/08 ale i přes dobrý vstup pro Leverkusen úspěšná nebyla. Tým ztratil pět z posledních deseti ligových utkání a propadl se do dolní poloviny tabulky. Skibbe byl za nekonstantní výkony jeho oveček na konci sezony kritizován. V domácím utkání s berlínskou Herthou (1:2) navíc začali fanoušci posílat Skibbeho ven z klubu a ti radikálnější dokonce zapálili své dresy, které později hodili na trávník. 21. května 2008 pak byl Skibbe propuštěn kvůli tomu, že nesplnil cíl vedení, kterým bylo dostat se alespoň do Poháru UEFA.
Sezonu 2008/09 tým pod novým koučem Brunem Labbadiou opět začal skvěle, jenomže z toho opět bylo fiasko, které skončilo prohrou ve finále DFB-Pokalu s Werderem Brémy a devátým místem v lize. Labbadia odcházejícího do Hamburku nahradil současný kouč Jupp Heynckes.

## Historické názvy
Zdroj: 
- 1904 – TuS Bayer 04 Leverkusen (Turn- und Spielverein Bayer 04 Leverkusen)
- 1928 – SpVgg Bayer 04 Leverkusen (Sportvereinigung Bayer 04 Leverkusen)
- 1948 – SV Bayer 04 Leverkusen (Sportverein Bayer 04 Leverkusen)
- 1984 – TSV Bayer 04 Leverkusen (Turn- und Sportverein Bayer 04 Leverkusen)
- 1999 – Bayer 04 Leverkusen

## Získané trofeje

### Vyhrané domácí soutěže
- Německá fotbalová Bundesliga (1×)
  - 2023/24
- DFB-Pokal (2×)
  - 1992/93, 2023/24
- DFL-Supercup (1×)
  - 2024
- Mittelrheinpokal (5×)
  - 1995/96‡, 1997/98‡, 1999/00‡, 2002/03‡, 2006/07‡ (‡ = ročník vyhrál rezervní tým)

### Vyhrané mezinárodní soutěže
- Pohár / Evropská liga UEFA (1×)
  - 1987/88

## Umístění v jednotlivých sezonách
Stručný přehled
Zdroj: 
- 1947–1949: 1. Amateurliga Mittelrhein
- 1949–1950: II. Division West – sk. A
- 1950–1951: II. Division West – sk. B
- 1951–1956: Fußball-Oberliga West
- 1956–1962: II. Division West
- 1962–1963: Fußball-Oberliga West
- 1963–1973: Fußball-Regionalliga West
- 1973–1975: Verbandsliga Mittelrhein
- 1975–1979: 2. Fußball-Bundesliga Nord
- 1979– : Fußball-Bundesliga

Jednotlivé ročníky
Zdroj: 
Legenda: Z - zápasy, V - výhry, R - remízy, P - porážky, VG - vstřelené góly, OG - obdržené góly, +/- - rozdíl skóre, B - body, zlaté podbarvení - 1. místo, stříbrné podbarvení - 2. místo, bronzové podbarvení - 3. místo, červené podbarvení - sestup, zelené podbarvení - postup, fialové podbarvení - reorganizace, změna skupiny či soutěže
| Britská okupační zóna (1947 – 1949) |                            |        |     |     |     |     |     |     |     |     |        |
| Sezóny                              | Liga                       | Úroveň | Z   | V   | R   | P   | VG  | OG  | +/- | B   | Pozice |
| 1947/48                             | 1. Amateurliga Mittelrhein | 2      | ... | ... | ... | ... | ... | ... | ... | ... |        |
| 1948/49                             | 1. Amateurliga Mittelrhein | 2      | ... | ... | ... | ... | ... | ... | ... | ... |        |
| Německo (1949 –)                    |                            |        |     |     |     |     |     |     |     |     |        |
| Sezóny                              | Liga                       | Úroveň | Z   | V   | R   | P   | VG  | OG  | +/− | B   | Pozice |
| 1949/50                             | II. Division West – sk. A  | 2      | 30  | ... | ... | ... | 56  | 39  | +17 | 35  | 5.     |
| 1950/51                             | II. Division West – sk. B  | 2      | 30  | ... | ... | ... | 69  | 36  | +33 | 47  | 1.     |
| 1951/52                             | Fußball-Oberliga West      | 1      | 30  | 10  | 12  | 8   | 49  | 41  | +8  | 32  | 6.     |
| 1952/53                             | Fußball-Oberliga West      | 1      | 30  | 10  | 9   | 11  | 50  | 68  | -18 | 29  | 10.    |
| 1953/54                             | Fußball-Oberliga West      | 1      | 30  | 13  | 5   | 12  | 58  | 67  | -9  | 31  | 7.     |
| 1954/55                             | Fußball-Oberliga West      | 1      | 30  | 13  | 10  | 7   | 54  | 42  | +12 | 36  | 3.     |
| 1955/56                             | Fußball-Oberliga West      | 1      | 30  | 7   | 3   | 20  | 37  | 65  | -28 | 17  | 15.    |
| 1956/57                             | II. Division West          | 2      | 30  | ... | ... | ... | 48  | 29  | +19 | 36  | 4.     |
| 1957/58                             | II. Division West          | 2      | 30  | ... | ... | ... | 68  | 39  | +29 | 38  | 4.     |
| 1958/59                             | II. Division West          | 2      | 30  | ... | ... | ... | 63  | 46  | +17 | 37  | 4.     |
| 1959/60                             | II. Division West          | 2      | 30  | ... | ... | ... | 58  | 52  | +6  | 31  | 5.     |
| 1960/61                             | II. Division West          | 2      | 30  | ... | ... | ... | 63  | 36  | +27 | 40  | 3.     |
| 1961/62                             | II. Division West          | 2      | 30  | ... | ... | ... | 93  | 40  | +53 | 45  | 1.     |
| 1962/63                             | Fußball-Oberliga West      | 1      | 30  | 10  | 10  | 10  | 50  | 54  | -2  | 30  | 9.     |
| 1963/64                             | Fußball-Regionalliga West  | 2      | 38  | 13  | 9   | 16  | 62  | 62  | 0   | 35  | 12.    |
| 1964/65                             | Fußball-Regionalliga West  | 2      | 34  | 8   | 10  | 16  | 48  | 55  | -7  | 26  | 16.    |
| 1965/66                             | Fußball-Regionalliga West  | 2      | 34  | 9   | 8   | 17  | 49  | 75  | -26 | 26  | 14.    |
| 1966/67                             | Fußball-Regionalliga West  | 2      | 34  | 12  | 8   | 14  | 57  | 62  | -5  | 32  | 10.    |
| 1967/68                             | Fußball-Regionalliga West  | 2      | 34  | 22  | 8   | 4   | 70  | 32  | +38 | 52  | 1.     |
| 1968/69                             | Fußball-Regionalliga West  | 2      | 34  | 12  | 12  | 10  | 48  | 35  | +13 | 36  | 8.     |
| 1969/70                             | Fußball-Regionalliga West  | 2      | 34  | 10  | 11  | 13  | 48  | 65  | -17 | 31  | 11.    |
| 1970/71                             | Fußball-Regionalliga West  | 2      | 34  | 13  | 7   | 14  | 64  | 62  | +2  | 33  | 7.     |
| 1971/72                             | Fußball-Regionalliga West  | 2      | 34  | 15  | 5   | 14  | 41  | 49  | -8  | 35  | 8.     |
| 1972/73                             | Fußball-Regionalliga West  | 2      | 34  | 6   | 7   | 21  | 38  | 76  | -38 | 19  | 17.    |
| 1973/74                             | Verbandsliga Mittelrhein   | 3      | 28  | ... | ... | ... | 65  | 30  | +35 | 39  | 1.     |
| 1974/75                             | Verbandsliga Mittelrhein   | 3      | 32  | ... | ... | ... | 67  | 33  | +34 | 44  | 1.     |
| 1975/76                             | 2. Fußball-Bundesliga Nord | 2      | 38  | 12  | 8   | 18  | 46  | 61  | -15 | 32  | 15.    |
| 1976/77                             | 2. Fußball-Bundesliga Nord | 2      | 38  | 14  | 12  | 12  | 59  | 58  | +1  | 40  | 10.    |
| 1977/78                             | 2. Fußball-Bundesliga Nord | 2      | 38  | 16  | 7   | 15  | 58  | 51  | +7  | 39  | 8.     |
| 1978/79                             | 2. Fußball-Bundesliga Nord | 2      | 38  | 24  | 11  | 3   | 87  | 34  | +53 | 59  | 1.     |
| 1979/80                             | Fußball-Bundesliga         | 1      | 34  | 12  | 8   | 14  | 45  | 61  | -16 | 32  | 12.    |
| 1980/81                             | Fußball-Bundesliga         | 1      | 34  | 10  | 10  | 14  | 52  | 53  | -1  | 30  | 11.    |
| 1981/82                             | Fußball-Bundesliga         | 1      | 34  | 9   | 7   | 18  | 45  | 72  | -27 | 25  | 16.    |
| 1982/83                             | Fußball-Bundesliga         | 1      | 34  | 10  | 9   | 15  | 43  | 66  | -23 | 29  | 11.    |
| 1983/84                             | Fußball-Bundesliga         | 1      | 34  | 13  | 8   | 13  | 50  | 50  | 0   | 34  | 7.     |
| 1984/85                             | Fußball-Bundesliga         | 1      | 34  | 9   | 13  | 12  | 52  | 54  | -2  | 31  | 13.    |
| 1985/86                             | Fußball-Bundesliga         | 1      | 34  | 15  | 10  | 9   | 63  | 51  | +12 | 40  | 6.     |
| 1986/87                             | Fußball-Bundesliga         | 1      | 34  | 16  | 7   | 11  | 56  | 38  | +18 | 39  | 6.     |
| 1987/88                             | Fußball-Bundesliga         | 1      | 34  | 10  | 12  | 12  | 53  | 60  | -7  | 32  | 8.     |
| 1988/89                             | Fußball-Bundesliga         | 1      | 34  | 10  | 14  | 10  | 45  | 44  | +1  | 34  | 8.     |
| 1989/90                             | Fußball-Bundesliga         | 1      | 34  | 12  | 15  | 7   | 40  | 32  | +8  | 39  | 5.     |
| 1990/91                             | Fußball-Bundesliga         | 1      | 34  | 11  | 13  | 10  | 47  | 46  | +1  | 35  | 6.     |
| 1991/92                             | Fußball-Bundesliga         | 1      | 38  | 15  | 13  | 10  | 53  | 39  | +14 | 43  | 6.     |
| 1992/93                             | Fußball-Bundesliga         | 1      | 34  | 14  | 12  | 8   | 64  | 45  | +19 | 40  | 5.     |
| 1993/94                             | Fußball-Bundesliga         | 1      | 34  | 14  | 11  | 9   | 60  | 47  | +13 | 39  | 3.     |
| 1994/95                             | Fußball-Bundesliga         | 1      | 34  | 13  | 10  | 11  | 62  | 51  | +11 | 36  | 7.     |
| 1995/96                             | Fußball-Bundesliga         | 1      | 34  | 8   | 14  | 12  | 37  | 38  | -1  | 38  | 14.    |
| 1996/97                             | Fußball-Bundesliga         | 1      | 34  | 21  | 6   | 7   | 69  | 41  | +28 | 69  | 2.     |
| 1997/98                             | Fußball-Bundesliga         | 1      | 34  | 14  | 13  | 7   | 66  | 39  | +27 | 55  | 3.     |
| 1998/99                             | Fußball-Bundesliga         | 1      | 34  | 17  | 12  | 5   | 61  | 30  | +31 | 63  | 2.     |
| 1999/00                             | Fußball-Bundesliga         | 1      | 34  | 21  | 10  | 3   | 74  | 36  | +38 | 73  | 2.     |
| 2000/01                             | Fußball-Bundesliga         | 1      | 34  | 17  | 6   | 11  | 54  | 40  | +14 | 57  | 4.     |
| 2001/02                             | Fußball-Bundesliga         | 1      | 34  | 21  | 6   | 7   | 77  | 38  | +39 | 69  | 2.     |
| 2002/03                             | Fußball-Bundesliga         | 1      | 34  | 11  | 7   | 16  | 47  | 56  | -9  | 40  | 15.    |
| 2003/04                             | Fußball-Bundesliga         | 1      | 34  | 19  | 8   | 7   | 73  | 39  | +34 | 65  | 3.     |
| 2004/05                             | Fußball-Bundesliga         | 1      | 34  | 16  | 9   | 9   | 65  | 44  | +21 | 57  | 6.     |
| 2005/06                             | Fußball-Bundesliga         | 1      | 34  | 14  | 10  | 10  | 64  | 49  | +15 | 52  | 5.     |
| 2006/07                             | Fußball-Bundesliga         | 1      | 34  | 15  | 6   | 13  | 54  | 49  | +5  | 51  | 5.     |
| 2007/08                             | Fußball-Bundesliga         | 1      | 34  | 15  | 6   | 13  | 57  | 40  | +17 | 51  | 7.     |
| 2008/09                             | Fußball-Bundesliga         | 1      | 34  | 14  | 7   | 13  | 59  | 46  | +13 | 49  | 9.     |
| 2009/10                             | Fußball-Bundesliga         | 1      | 34  | 15  | 14  | 5   | 65  | 38  | +27 | 59  | 4.     |
| 2010/11                             | Fußball-Bundesliga         | 1      | 34  | 20  | 8   | 6   | 64  | 44  | +20 | 68  | 2.     |
| 2011/12                             | Fußball-Bundesliga         | 1      | 34  | 15  | 9   | 10  | 52  | 44  | +8  | 54  | 5.     |
| 2012/13                             | Fußball-Bundesliga         | 1      | 34  | 19  | 8   | 7   | 65  | 39  | +26 | 65  | 3.     |
| 2013/14                             | Fußball-Bundesliga         | 1      | 34  | 19  | 4   | 11  | 60  | 41  | +19 | 61  | 4.     |
| 2014/15                             | Fußball-Bundesliga         | 1      | 34  | 17  | 10  | 7   | 62  | 37  | +25 | 61  | 4.     |
| 2015/16                             | Fußball-Bundesliga         | 1      | 34  | 18  | 6   | 10  | 56  | 40  | +16 | 60  | 3.     |
| 2016/17                             | Fußball-Bundesliga         | 1      | 34  | 11  | 8   | 15  | 53  | 55  | -2  | 41  | 12.    |
| 2017/18                             | Fußball-Bundesliga         | 1      | 34  | 15  | 10  | 9   | 58  | 44  | +14 | 55  | 5.     |
| 2018/19                             | Fußball-Bundesliga         | 1      | 34  | 18  | 4   | 12  | 69  | 52  | +17 | 58  | 4.     |
| 2019/20                             | Fußball-Bundesliga         | 1      | 34  | 19  | 6   | 9   | 61  | 44  | +17 | 63  | 5.     |
| 2020/21                             | Fußball-Bundesliga         | 1      | 34  | 14  | 10  | 10  | 53  | 39  | +14 | 52  | 6.     |
| 2021/22                             | Fußball-Bundesliga         | 1      | 34  | 19  | 7   | 8   | 80  | 47  | +33 | 64  | 3.     |
| 2022/23                             | Fußball-Bundesliga         | 1      | 34  | 14  | 8   | 12  | 57  | 49  | +8  | 50  | 6.     |
| 2023/24                             | Fußball-Bundesliga         | 1      | 34  | 25  | 4   | 0   | 74  | 19  | +55 | 79  | 1.     |
| 2024/25                             | Fußball-Bundesliga         | 1      | 34  | 19  | 12  | 3   | 72  | 43  | +29 | 69  | 2.     |

## Účast v evropských pohárech
| Ročník  | Soutěž              | Kolo                   | Klub                     | Doma | Venku | Celkem         |
| ------- | ------------------- | ---------------------- | ------------------------ | ---- | ----- | -------------- |
| 1986/87 | Pohár UEFA          | 1. kolo                | Kalmar FF                | 3:0  | 4:1   | 7:1            |
| 1986/87 | Pohár UEFA          | 2. kolo                | Dukla Praha              | 1:1  | 0:0   | 1:1 (v)        |
| 1987/88 | Pohár UEFA          | 1. kolo                | FK Austria Wien          | 5:1  | 0:0   | 5:1            |
| 1987/88 | Pohár UEFA          | 2. kolo                | Toulouse FC              | 1:0  | 1:1   | 2:1            |
| 1987/88 | Pohár UEFA          | 3. kolo                | Feyenoord                | 1:0  | 2:2   | 3:2            |
| 1987/88 | Pohár UEFA          | Čtvrtfinále            | FC Barcelona             | 0:0  | 1:0   | 1:0            |
| 1987/88 | Pohár UEFA          | Semifinále             | SV Werder Bremen         | 1:0  | 0:0   | 0:0            |
| 1987/88 | Pohár UEFA          | Finále                 | RCD Espanyol             | 3:0  | 0:3   | 3:3 (3:2 pen.) |
| 1988/89 | Pohár UEFA          | 1. kolo                | CF Os Belenenses         | 0:1  | 0:1   | 0:2            |
| 1990/91 | Pohár UEFA          | 1. kolo                | FC Twente                | 1:0  | 1:1   | 2:1            |
| 1990/91 | Pohár UEFA          | 2. kolo                | GKS Katowice             | 4:0  | 2:1   | 6:1            |
| 1990/91 | Pohár UEFA          | 3. kolo                | Brøndby IF               | 0:0  | 0:3   | 0:3            |
| 1993/94 | Pohár vítězů pohárů | 1. kolo                | FC Boby Brno             | 2:0  | 3:0   | 5:0            |
| 1993/94 | Pohár vítězů pohárů | 2. kolo                | Panathinaikos FC         | 1:2  | 4:1   | 5:3            |
| 1993/94 | Pohár vítězů pohárů | Čtvrtfinále            | SL Benfica               | 4:4  | 1:1   | 5:5 (v)        |
| 1994/95 | Pohár UEFA          | 1. kolo                | PSV Eindhoven            | 5:4  | 0:0   | 5:4            |
| 1994/95 | Pohár UEFA          | 2. kolo                | Kispesti Honvéd          | 5:0  | 2:0   | 7:0            |
| 1994/95 | Pohár UEFA          | 3. kolo                | GKS Katowice             | 4:0  | 4:1   | 8:1            |
| 1994/95 | Pohár UEFA          | Čtvrtfinále            | FC Nantes                | 5:1  | 0:0   | 5:1            |
| 1994/95 | Pohár UEFA          | Semifinále             | FC Parma                 | 1:2  | 0:3   | 1:5            |
| 1997/98 | Liga mistrů UEFA    | 2. předkolo            | FC Dinamo Tbilisi        | 6:1  | 0:1   | 6:2            |
| 1997/98 | Liga mistrů UEFA    | Základní skupina F     | Lierse SK                | 1:0  | 2:0   | 2. místo       |
| 1997/98 | Liga mistrů UEFA    | Základní skupina F     | AS Monaco FC             | 2:2  | 0:4   | 2. místo       |
| 1997/98 | Liga mistrů UEFA    | Základní skupina F     | Sporting CP              | 4:1  | 2:0   | 2. místo       |
| 1997/98 | Liga mistrů UEFA    | Čtvrtfinále            | Real Madrid              | 1:1  | 0:3   | 1:4            |
| 1998/99 | Pohár UEFA          | 1. kolo                | Udinese Calcio           | 1:0  | 1:1   | 2:1            |
| 1998/99 | Pohár UEFA          | 2. kolo                | Rangers FC               | 1:2  | 1:1   | 2:3            |
| 1999/00 | Liga mistrů UEFA    | Základní skupina A     | SS Lazio                 | 1:1  | 1:1   | 3. místo       |
| 1999/00 | Liga mistrů UEFA    | Základní skupina A     | NK Maribor               | 0:0  | 2:0   | 3. místo       |
| 1999/00 | Liga mistrů UEFA    | Základní skupina A     | FK Dynamo Kyjev          | 1:1  | 2:4   | 3. místo       |
| 1999/00 | Pohár UEFA          | 3. kolo                | Udinese Calcio           | 1:2  | 1:0   | 2:2 (v)        |
| 2000/01 | Liga mistrů UEFA    | Základní skupina A     | FK Spartak Moskva        | 1:0  | 0:2   | 3. místo       |
| 2000/01 | Liga mistrů UEFA    | Základní skupina A     | Sporting CP              | 3:2  | 0:0   | 3. místo       |
| 2000/01 | Liga mistrů UEFA    | Základní skupina A     | Real Madrid              | 2:3  | 3:5   | 3. místo       |
| 2000/01 | Pohár UEFA          | 3. kolo                | AEK Athény               | 4:4  | 0:2   | 4:6            |
| 2001/02 | Liga mistrů UEFA    | 3. předkolo            | FK Crvena zvezda         | 3:0  | 0:0   | 3:0            |
| 2001/02 | Liga mistrů UEFA    | Základní skupina F     | Olympique Lyon           | 2:4  | 1:0   | 2. místo       |
| 2001/02 | Liga mistrů UEFA    | Základní skupina F     | FC Barcelona             | 2:1  | 1:2   | 2. místo       |
| 2001/02 | Liga mistrů UEFA    | Základní skupina F     | Fenerbahçe SK            | 2:1  | 2:1   | 2. místo       |
| 2001/02 | Liga mistrů UEFA    | Osmifinálová skupina D | Juventus FC              | 3:1  | 0:4   | 1. místo       |
| 2001/02 | Liga mistrů UEFA    | Osmifinálová skupina D | Deportivo de La Coruña   | 3:0  | 3:1   | 1. místo       |
| 2001/02 | Liga mistrů UEFA    | Osmifinálová skupina D | Arsenal FC               | 1:1  | 1:4   | 1. místo       |
| 2001/02 | Liga mistrů UEFA    | Čtvrtfinále            | Liverpool FC             | 4:2  | 0:1   | 4:3            |
| 2001/02 | Liga mistrů UEFA    | Semifinále             | Manchester United FC     | 1:1  | 2:2   | 3:3 (v)        |
| 2001/02 | Liga mistrů UEFA    | Finále                 | Real Madrid              | 1:2  | 1:2   | 1:2            |
| 2002/03 | Liga mistrů UEFA    | Základní skupina F     | Olympiacos FC            | 2:0  | 2:6   | 2. místo       |
| 2002/03 | Liga mistrů UEFA    | Základní skupina F     | Manchester United FC     | 1:2  | 0:2   | 2. místo       |
| 2002/03 | Liga mistrů UEFA    | Základní skupina F     | Maccabi Haifa FC         | 2:1  | 2:0   | 2. místo       |
| 2002/03 | Liga mistrů UEFA    | Osmifinálová skupina A | FC Barcelona             | 1:2  | 0:2   | 4. místo       |
| 2002/03 | Liga mistrů UEFA    | Osmifinálová skupina A | FC Internazionale Milano | 0:2  | 2:3   | 4. místo       |
| 2002/03 | Liga mistrů UEFA    | Osmifinálová skupina A | Newcastle United FC      | 1:3  | 1:3   | 4. místo       |
| 2004/05 | Liga mistrů UEFA    | 3. předkolo            | FC Baník Ostrava         | 5:0  | 1:2   | 6:2            |
| 2004/05 | Liga mistrů UEFA    | Základní skupina B     | Real Madrid              | 3:0  | 1:1   | 1. místo       |
| 2004/05 | Liga mistrů UEFA    | Základní skupina B     | FK Dynamo Kyjev          | 3:0  | 2:4   | 1. místo       |
| 2004/05 | Liga mistrů UEFA    | Základní skupina B     | AS Roma                  | 3:1  | 1:1   | 1. místo       |
| 2004/05 | Liga mistrů UEFA    | Osmifinále             | Liverpool FC             | 1:3  | 1:3   | 2:6            |
| 2005/06 | Pohár UEFA          | 1. kolo                | PFK CSKA Sofia           | 0:1  | 0:1   | 0:2            |
| 2006/07 | Pohár UEFA          | 1. kolo                | FC Sion                  | 3:1  | 0:0   | 3:1            |
| 2006/07 | Pohár UEFA          | Základní skupina B     | Club Brugge KV           |      | 1:1   | 3. místo       |
| 2006/07 | Pohár UEFA          | Základní skupina B     | Tottenham Hotspur FC     | 0:1  |       | 3. místo       |
| 2006/07 | Pohár UEFA          | Základní skupina B     | FC Dinamo București      |      | 1:2   | 3. místo       |
| 2006/07 | Pohár UEFA          | Základní skupina B     | Beşiktaş JK              | 2:1  |       | 3. místo       |
| 2006/07 | Pohár UEFA          | Šestnáctifinále        | Blackburn Rovers FC      | 3:2  | 0:0   | 3:2            |
| 2006/07 | Pohár UEFA          | Osmifinále             | RC Lens                  | 3:0  | 1:2   | 4:2            |
| 2006/07 | Pohár UEFA          | Čtvrtfinále            | CA Osasuna               | 0:3  | 0:1   | 0:4            |
| 2007/08 | Pohár UEFA          | 1. kolo                | UD Leiria                | 3:1  | 2:3   | 5:4            |
| 2007/08 | Pohár UEFA          | Základní skupina E     | Toulouse FC              | 1:0  |       | 1. místo       |
| 2007/08 | Pohár UEFA          | Základní skupina E     | FK Spartak Moskva        |      | 1:2   | 1. místo       |
| 2007/08 | Pohár UEFA          | Základní skupina E     | AC Sparta Praha          | 1:0  |       | 1. místo       |
| 2007/08 | Pohár UEFA          | Základní skupina E     | FC Zürich                |      | 5:0   | 1. místo       |
| 2007/08 | Pohár UEFA          | Šestnáctifinále        | Galatasaray SK           | 5:1  | 0:0   | 5:1            |
| 2007/08 | Pohár UEFA          | Osmifinále             | Hamburger SV             | 1:0  | 2:3   | 3:3 (v)        |
| 2007/08 | Pohár UEFA          | Čtvrtfinále            | FK Zenit Sankt-Petěrburg | 1:4  | 1:0   | 2:4            |
| 2010/11 | Evropská liga UEFA  | 4. předkolo            | SK Tavrija Simferopol    | 3:0  | 3:1   | 6:1            |
| 2010/11 | Evropská liga UEFA  | Základní skupina B     | Rosenborg BK             | 4:0  | 1:0   | 1. místo       |
| 2010/11 | Evropská liga UEFA  | Základní skupina B     | Atlético Madrid          | 1:1  | 1:1   | 1. místo       |
| 2010/11 | Evropská liga UEFA  | Základní skupina B     | Aris Soluň               | 1:0  | 0:0   | 1. místo       |
| 2010/11 | Evropská liga UEFA  | Šestnáctifinále        | FK Metalist Charkov      | 2:0  | 4:0   | 6:0            |
| 2010/11 | Evropská liga UEFA  | Osmifinále             | Villarreal CF            | 2:3  | 1:2   | 3:5            |
| 2011/12 | Liga mistrů UEFA    | Základní skupina E     | Chelsea FC               | 2:1  | 0:2   | 2. místo       |
| 2011/12 | Liga mistrů UEFA    | Základní skupina E     | KRC Genk                 | 2:0  | 1:1   | 2. místo       |
| 2011/12 | Liga mistrů UEFA    | Základní skupina E     | Valencia CF              | 2:1  | 1:3   | 2. místo       |
| 2011/12 | Liga mistrů UEFA    | Osmifinále             | FC Barcelona             | 1:3  | 1:7   | 2:10           |
| 2012/13 | Evropská liga UEFA  | Základní skupina K     | FK Metalist Charkov      | 0:0  | 0:2   | 2. místo       |
| 2012/13 | Evropská liga UEFA  | Základní skupina K     | Rosenborg BK             | 1:0  | 1:0   | 2. místo       |
| 2012/13 | Evropská liga UEFA  | Základní skupina K     | SK Rapid Wien            | 3:0  | 4:0   | 2. místo       |
| 2012/13 | Evropská liga UEFA  | Šestnáctifinále        | SL Benfica               | 0:1  | 1:2   | 1:3            |
| 2013/14 | Liga mistrů UEFA    | Základní skupina A     | Manchester United FC     | 2:4  | 0:5   | 2. místo       |
| 2013/14 | Liga mistrů UEFA    | Základní skupina A     | Real Sociedad            | 2:1  | 1:0   | 2. místo       |
| 2013/14 | Liga mistrů UEFA    | Základní skupina A     | FK Šachtar Doněck        | 4:0  | 0:0   | 2. místo       |
| 2013/14 | Liga mistrů UEFA    | Osmifinále             | Paris Saint-Germain FC   | 0:4  | 1:2   | 1:6            |
| 2014/15 | Liga mistrů UEFA    | 4. předkolo            | FC København             | 4:0  | 3:2   | 7:2            |
| 2014/15 | Liga mistrů UEFA    | Základní skupina C     | AS Monaco FC             | 0:1  | 0:1   | 2. místo       |
| 2014/15 | Liga mistrů UEFA    | Základní skupina C     | SL Benfica               | 3:1  | 0:0   | 2. místo       |
| 2014/15 | Liga mistrů UEFA    | Základní skupina C     | FK Zenit Sankt-Petěrburg | 2:0  | 2:1   | 2. místo       |
| 2014/15 | Liga mistrů UEFA    | Osmifinále             | Atlético Madrid          | 1:0  | 0:1   | 1:1 (2:3 pen.) |
| 2015/16 | Liga mistrů UEFA    | 4. předkolo            | SS Lazio                 | 3:0  | 0:1   | 3:1            |
| 2015/16 | Liga mistrů UEFA    | Základní skupina E     | FK BATE Borisov          | 4:1  | 1:1   | 3. místo       |
| 2015/16 | Liga mistrů UEFA    | Základní skupina E     | FC Barcelona             | 1:1  | 1:2   | 3. místo       |
| 2015/16 | Liga mistrů UEFA    | Základní skupina E     | AS Roma                  | 4:4  | 2:3   | 3. místo       |
| 2015/16 | Evropská liga UEFA  | Šestnáctifinále        | Sporting CP              | 3:1  | 1:0   | 4:1            |
| 2015/16 | Evropská liga UEFA  | Osmifinále             | Villarreal CF            | 0:0  | 0:2   | 0:2            |
| 2016/17 | Liga mistrů UEFA    | Základní skupina E     | PFK CSKA Moskva          | 2:2  | 1:1   | 2. místo       |
| 2016/17 | Liga mistrů UEFA    | Základní skupina E     | AS Monaco FC             | 3:0  | 1:1   | 2. místo       |
| 2016/17 | Liga mistrů UEFA    | Základní skupina E     | Tottenham Hotspur FC     | 0:0  | 1:0   | 2. místo       |
| 2016/17 | Liga mistrů UEFA    | Osmifinále             | Atlético Madrid          | 2:4  | 0:0   | 2:4            |
| 2018/19 | Evropská liga UEFA  | Základní skupina A     | PFK Ludogorec Razgrad    | 1:1  | 3:2   | 1. místo       |
| 2018/19 | Evropská liga UEFA  | Základní skupina A     | AEK Larnaka              | 4:2  | 5:1   | 1. místo       |
| 2018/19 | Evropská liga UEFA  | Základní skupina A     | FC Zürich                | 1:0  | 2:3   | 1. místo       |
| 2018/19 | Evropská liga UEFA  | Šestnáctifinále        | FK Krasnodar             | 1:1  | 0:0   | 1:1 (v)        |
| 2019/20 | Liga mistrů UEFA    | Základní skupina D     | FK Lokomotiv Moskva      | 1:2  | 2:0   | 3 místo        |
| 2019/20 | Liga mistrů UEFA    | Základní skupina D     | Juventus FC              | 0:2  | 0:3   | 3 místo        |
| 2019/20 | Liga mistrů UEFA    | Základní skupina D     | Atlético Madrid          | 2:1  | 0:1   | 3 místo        |
| 2019/20 | Evropská liga UEFA  | Šestnáctifinále        | FC Porto                 | 2:1  | 3:1   | 5:2            |
| 2019/20 | Evropská liga UEFA  | Osmifinále             | Rangers FC               | 1:0  | 3:1   | 4:1            |
| 2019/20 | Evropská liga UEFA  | Čtvrtfinále            | Inter Milán              | 1:2  | –     | 1:2            |

## Bývalí hráči

### Sestava století
| Pozice   | Národnost | Jméno a příjmení | Období působení v klubu |
| brankář  | Německo   | Rüdiger Vollborn | 1983–1999               |
| obránce  | Brazílie  | Jorginho         | 1989–1992               |
| obránce  | Německo   | Jens Nowotny     | 1996–2006               |
| obránce  | Brazílie  | Lúcio            | 2001–2004               |
| obránce  | Brazílie  | Juan             | 2002–2007               |
| záložník | Německo   | Bernd Schneider  | 1999–2009               |
| záložník | Německo   | Michael Ballack  | 1999–2002 a 2010–2012   |
| záložník | Brazílie  | Emerson          | 1997–2000               |
| záložník | Brazílie  | Zé Roberto       | 1998–2002               |
| útočník  | Německo   | Ulf Kirsten      | 1990–2003               |
| útočník  | Německo   | Rudi Völler      | 1994–1996               |

### Slavní bývalí hráči
- Michael Ballack
- Sergej Barbarez
- Dimitar Berbatov
- Hans-Jörg Butt
- Landon Donovan
- Emerson
- Ioan Lupescu
- Clemens Fritz
- Pavel Hapal
- Angelos Charisteas
- Juan
- Lúcio
- Niko Kovač
- Robert Kovač
- Oliver Neuville
- Jens Nowotny
- Carsten Ramelow
- Bernd Schneider
- Bernd Schuster
- Jan Šimák
- Rudi Völler
- Christian Wörns
- Zé Roberto

## Trenéři
Zdroj: 
- Lori Polster (1950)
- Raimond Schwab (1950 - 1951)
- Franz Strehle	(1951 - 1953)
- Sepp Kretschmann (1953 - 1956)
- Emil Melcher (1956 - 1957)
- Edmund Conen (1957 - 1959)
- Theo Kirchberg (1959 - 1960)
- Erich Garske (1960 - 1962)
- Fritz Pliska (1962 - 1965)
- Theo Kirchberg (1965 - 1971)
- Gero Bisanz (1971 - 1973)
- Friedhelm Renno (1973 - 1974)
- Manfred Rummel (1974 - 1976)
- Radoslav Momirski (1976)
- Willibert Kremer (1976 - 1981)
- Gerd Kentschke (1981 - 1982)
- Diettmar Cramer (1982 - 1985)
- Erich Ribbeck	(1985 - 1988)
- Rinus Michels	(1988 - duben 1989)
- Jürgen Gelsdorf (duben 1989 - červen 1991)
- Reinhard Saftig (červenec 1991 - květen 1993)
- Dragoslav Stepanovic (květen 1993 - duben 1995)
- Erich Ribbeck	(10. duben 1995 - 27. duben 1996)
- Peter Hermann (28. duben 1996	- 30. červen 1996)
- Christoph Daum (1. července 1996 - 21. říjen 2000)
- Rudi Völler (21. říjen 2000 -	11. listopad 2000)
- Berti Vogts (12. listopad 2000 - 20. květen 2001)
- Klaus Toppmöller (1. červenec 2001 - 16. únor 2003)
- Thomas Hörster (17. únor 2003 - 12. květen 2003)
- Klaus Augenthaler (13. květen 2003 - 16. září 2005)
- Rudi Völler (16. září 2005 - 9. říjen 2005)
- Michael Skibbe (9. říjen 2005	- 21. květen 2008)
- Bruno Labbadia (1. červen 2008 - 5. červen 2009)
- Jupp Heynckes	(červenec 2009 - červen 2011)
- Robin Dutt (červenec 2011 - duben 2012)
- Sascha Lewandowski (duben 2012 - červen 2013)
- Sami Hyypiä (červen 2013 - duben 2014)
- Sascha Lewandowski (duben 2014 - červen 2014)
- Roger Schmidt (červenec 2014 - březen 2017)
- Tayfun Korkut (březen 2017 – červen 2017)
- Heiko Herrlich (červen 2017 – prosinec 2018)
- Peter Bosz (prosinec 2018 – březen 2021)
- Hannes Wolf (od března 2021 pověřen vedením)
- Gerardo Seoane (od 1. července 2021)

## Bayer 04 Leverkusen II
Bayer 04 Leverkusen II, dříve znám také pod názvem Bayer 04 Leverkusen Amateure, byl rezervním týmem leverkusenského Bayeru. Zrušen byl po ukončení sezóny 2013/14. Největšího úspěchu dosáhl v sezóně 1990/91, kdy se v Oberlize (tehdejší 3. nejvyšší soutěž) umístil na 4. místě.

### Umístění v jednotlivých sezonách
Stručný přehled
Zdroj: 
- 1978–1981: Verbandsliga Mittelrhein
- 1981–1998: Fußball-Oberliga Nordrhein
- 1998–2000: Fußball-Regionalliga West/Südwest
- 2000–2001: Fußball-Oberliga Nordrhein
- 2001–2003: Fußball-Regionalliga Nord
- 2003–2005: Fußball-Oberliga Nordrhein
- 2005–2007: Fußball-Regionalliga Nord
- 2007–2008: Fußball-Oberliga Nordrhein
- 2008–2014: Fußball-Regionalliga West

Jednotlivé ročníky
Zdroj: 
Legenda: Z - zápasy, V - výhry, R - remízy, P - porážky, VG - vstřelené góly, OG - obdržené góly, +/- - rozdíl skóre, B - body, červené podbarvení - sestup, zelené podbarvení - postup, fialové podbarvení - reorganizace, změna skupiny či soutěže
| Německo (1978 – 2014) |                                   |        |    |     |     |     |    |    |     |     |        |
| Sezóny                | Liga                              | Úroveň | Z  | V   | R   | P   | VG | OG | B   | +/- | Pozice |
| 1978/79               | Verbandsliga Mittelrhein          | 4      | 30 | ... | ... | ... | 68 | 48 | +20 | 38  | 3.     |
| 1979/80               | Verbandsliga Mittelrhein          | 4      | 30 | ... | ... | ... | 67 | 33 | +34 | 44  | 3.     |
| 1980/81               | Verbandsliga Mittelrhein          | 4      | 30 | ... | ... | ... | 88 | 27 | +61 | 49  | 1.     |
| 1981/82               | Fußball-Oberliga Nordrhein        | 3      | 34 | 18  | 6   | 10  | 66 | 51 | +15 | 42  | 5.     |
| 1982/83               | Fußball-Oberliga Nordrhein        | 3      | 32 | 9   | 10  | 13  | 44 | 56 | -12 | 28  | 12.    |
| 1983/84               | Fußball-Oberliga Nordrhein        | 3      | 32 | 12  | 7   | 13  | 55 | 58 | -3  | 31  | 10.    |
| 1984/85               | Fußball-Oberliga Nordrhein        | 3      | 34 | ... | ... | ... | 67 | 62 | +5  | 33  | 10.    |
| 1985/86               | Fußball-Oberliga Nordrhein        | 3      | 32 | ... | ... | ... | 65 | 47 | +18 | 36  | 6.     |
| 1986/87               | Fußball-Oberliga Nordrhein        | 3      | 34 | ... | ... | ... | 58 | 44 | +14 | 35  | 10.    |
| 1987/88               | Fußball-Oberliga Nordrhein        | 3      | 34 | ... | ... | ... | 59 | 44 | +15 | 38  | 7.     |
| 1988/89               | Fußball-Oberliga Nordrhein        | 3      | 36 | 11  | 16  | 9   | 55 | 39 | +16 | 38  | 7.     |
| 1989/90               | Fußball-Oberliga Nordrhein        | 3      | 34 | 14  | 10  | 10  | 52 | 44 | +8  | 38  | 6.     |
| 1990/91               | Fußball-Oberliga Nordrhein        | 3      | 32 | 18  | 7   | 7   | 67 | 37 | +30 | 43  | 4.     |
| 1991/92               | Fußball-Oberliga Nordrhein        | 3      | 30 | 12  | 11  | 7   | 47 | 29 | +18 | 35  | 5.     |
| 1992/93               | Fußball-Oberliga Nordrhein        | 3      | 30 | 9   | 14  | 7   | 38 | 35 | +3  | 32  | 5.     |
| 1993/94               | Fußball-Oberliga Nordrhein        | 3      | 30 | ... | ... | ... | 41 | 31 | +10 | 35  | 5.     |
| 1994/95               | Fußball-Oberliga Nordrhein        | 4      | 30 | 11  | 8   | 11  | 48 | 50 | -2  | 30  | 9.     |
| 1995/96               | Fußball-Oberliga Nordrhein        | 4      | 30 | 15  | 5   | 10  | 58 | 45 | +13 | 50  | 5.     |
| 1996/97               | Fußball-Oberliga Nordrhein        | 4      | 28 | 13  | 9   | 6   | 47 | 29 | +18 | 48  | 3.     |
| 1997/98               | Fußball-Oberliga Nordrhein        | 4      | 30 | 22  | 4   | 4   | 71 | 18 | +53 | 70  | 1.     |
| 1998/99               | Fußball-Regionalliga West/Südwest | 3      | 32 | 13  | 10  | 9   | 58 | 47 | +11 | 49  | 9.     |
| 1999/00               | Fußball-Regionalliga West/Südwest | 3      | 36 | 8   | 14  | 14  | 45 | 52 | -7  | 38  | 16.    |
| 2000/01               | Fußball-Oberliga Nordrhein        | 4      | 34 | 20  | 11  | 3   | 89 | 32 | +57 | 71  | 1.     |
| 2001/02               | Fußball-Regionalliga Nord         | 3      | 34 | 14  | 7   | 13  | 53 | 59 | -6  | 49  | 8.     |
| 2002/03               | Fußball-Regionalliga Nord         | 3      | 34 | 9   | 6   | 19  | 46 | 59 | -13 | 33  | 17.    |
| 2003/04               | Fußball-Oberliga Nordrhein        | 4      | 34 | 18  | 6   | 10  | 72 | 36 | +36 | 60  | 4.     |
| 2004/05               | Fußball-Oberliga Nordrhein        | 4      | 32 | 22  | 5   | 5   | 70 | 31 | +39 | 71  | 1.     |
| 2005/06               | Fußball-Regionalliga Nord         | 3      | 36 | 13  | 5   | 18  | 56 | 64 | -8  | 44  | 11.    |
| 2006/07               | Fußball-Regionalliga Nord         | 3      | 36 | 8   | 10  | 18  | 40 | 58 | -18 | 34  | 17.    |
| 2007/08               | Fußball-Oberliga Nordrhein        | 4      | 34 | 19  | 9   | 6   | 62 | 31 | +31 | 66  | 2.     |
| 2008/09               | Fußball-Regionalliga West         | 4      | 34 | 14  | 7   | 13  | 53 | 56 | -3  | 49  | 9.     |
| 2009/10               | Fußball-Regionalliga West         | 4      | 34 | 9   | 13  | 12  | 38 | 45 | -7  | 40  | 13.    |
| 2010/11               | Fußball-Regionalliga West         | 4      | 34 | 9   | 6   | 19  | 43 | 58 | -15 | 33  | 15.    |
| 2011/12               | Fußball-Regionalliga West         | 4      | 36 | 7   | 10  | 19  | 34 | 57 | -23 | 31  | 18.    |
| 2012/13               | Fußball-Regionalliga West         | 4      | 38 | 14  | 8   | 16  | 48 | 51 | -3  | 50  | 11.    |
| 2013/14               | Fußball-Regionalliga West         | 4      | 36 | 13  | 13  | 10  | 68 | 51 | +17 | 52  | 8.     |